# Foundation 9 Entertainment
Foundation 9 Entertainment é uma desenvolvedora de produtos de entretenimento. A companhia produz para diversos tipos de mídia, incluindo jogos de Video games para todas as plataformas, histórias em quadrinho, filmes e séries de televisão. A companhia é a maior desenvolvedora independente de jogos de video game em todo o mundo. Foundation 9 tem 750 empregados trabalhando nos estúdios em Emeryville, Califórnia, Vancouver, Canadá, Boston, Massachusetts, Los Angeles, Califórnia, Seattle, Washington, Austin, Texas, Newport Beach, Califórnia, Sheffield, Reino Unido e Eugene, Oregon.
Foundation 9 alcançou seu tamanho atual com um número de aquisições estratégicas. Ela possui 8 tipos de núcleo e 8 estúdios localizados separados, o que seria muito pouco para uma companhia de gerência de produção. Suas aquisições incluem Amaze Entertainment (Seattle, Austin), The Collective (Newport Beach), Shiny Entertainment (Newport Beach), Backbone (Emeryville, Vancouver), Pipeworks (Eugene),  ImaginEngine (Boston), Digital Eclipse (Emeryville, Vancouver), Circle of Confusion (Los Angeles) e Sumo Digital (Reino Unido). A Digital Eclipse não é atualmente um estúdio, e todos os jogos da Digital Eclipse são desenvolvidos pela Backbone Studios. Digital Eclipse foi originalmente uma das companhias constituentes que juntas vieram a formar a Backbone, progenitora da Foundation 9. Por bastante tempo, a Foundation 9 permitiu que cada entidade constituinte continuasse a trabalhar em seus estúdios separados. A companhia é dirigida pela CEO Jon Goldman, que veio da Backbone (e era o fundador da ImaginEngine) e COO David Mann que trabalhou na COO e foi co-fundador da Amaze.
Em comparação, a Electronic Arts (EA) é a maior desenvolvedora de jogos de video game na América do Norte; em 2004, em torno de 4 800 empregados. Entretanto, como a EA também é uma publicadora de jogos de video game, ela não conta como colaboradora independente. Em 2 de Outubro de 2006, a Foundation 9 adquiriu a Shiny Entertainment. Em 14 de Novembro de 2006, a Amaze Entertainment também foi adquirida . Em 14 de Agosto de 2007, a Sumo Digital foi adquirida.